# Обермиллер, Александр Леонтьевич
Алекса́ндр Лео́нтьевич (Людвигович) Оберми́ллер (Обермюллер, Обер-Миллер) (нем. Alexander von Obermüller; 4 [16] октября 1828, Баден — 10 [22] ноября 1892, Петергоф) — тайный советник, лейб-хирург Двора Его Императорского Величества, инспектор врачебной части Министерства императорского двора, непременный член военно-медицинского учёного комитета и медицинского совета Министерства внутренних дел, действительный член медико-филантропического комитета Императорского человеколюбивого общества и главного управления Красного Креста, один из основателей и председатель Русского хирургического общества Н. И. Пирогова.

## Биография
Родился 4 (16) октября 1828 года в Бадене в немецкой семье и в очень раннем возрасте был перевезён родителями в Санкт-Петербург.
По окончании курса в 3-й гимназии поступил в Императорскую медико-хирургическую академию, где обратил на себя внимание профессора Н. И. Пирогова, под руководством которого работал в анатомическом театре и во время операций в клинике. В июне 1853 года окончил академию с отличием, со званием лекаря. В январе 1854 года был назначен младшим ординатором во 2-й военно-сухопутный госпиталь и начал работать в хирургической клинике, которой заведовал Н. И. Пирогов. Проработав около года у Пирогова, отправился вместе с ним в Крым, где с 12 октября 1854 года по 27 мая 1855 года принимал участие в обороне Севастополя. 28 января 1855 года зачислен в ведомство Министерства императорского двора. По возвращении в Петербург в ноябре 1855 года назначен младшим ординатором Московского военного госпиталя с оставлением при 2-м сухопутном госпитале. Однако вместо Москвы был отправлен в Сестрорецк для оказания помощи раненым. Здесь он получает назначение сопровождать в качестве хирурга великого князя Николая Николаевича, при котором прослужил около 25 лет и вместе с ним совершил ряд путешествий: на Кавказ, в Венецию, Варшаву, Киев, Харьков, Иерусалим и во многие другие российские и заграничные города.
В 1863 году пожалован в почётные лейб-хирурги, в 1865 году назначен лейб-хирургом Двора Его Императорского Величества, в 1868 году получил чин статского советника, 23 апреля 1871 года произведён в действительные статские советники.
С началом Русско-турецкой войны 1877—1878 годов был назначен главным врачом при главнокомандующем Дунайской армией великом князе Николае Николаевиче Старшем. За излечение главнокомандующего от тяжёлой болезни получил от императора Александра II золотую табакерку с бриллиантами, украшенную императорским вензелем. За отличия, проявленные во время войны, 16 апреля 1878 года произведён в тайные советники и назначен непременным членом военно-медицинского учёного комитета с оставлением в прежних должностях. Вскоре по возвращении в Петербург оставляет службу при дворе великого князя Николая Николаевича, с сохранением жалованья до самой смерти. В 1880 году определён на должность помощника управляющего медицинской частью, а через два года, по выходе в отставку управляющего медицинской частью Ф. С. Цыцурина, назначен на его место. В 1888 году, после преобразования врачебной части в Министерстве императорского двора, переименован в инспекторы врачебной части Министерства императорского двора.
Явился одним из инициаторов и учредителей Русского хирургического общества Н. И. Пирогова и более десяти лет состоял председателем общества, а с 9 мая 1892 года и его почётным членом. В это же общество по смерти Обермиллера поступила его большая библиотека, лёгшая в основу библиотеки общества. В то же время А. Л. Обермиллер был одним из самых деятельных членов главного управления Красного Креста, и в качестве его члена последние годы своей жизни нередко просиживал целые ночи за разбором многочисленных дел по просьбам о назначении из инвалидного капитала пенсий и пособий увечным и их семьям. Кроме того, с 1886 года состоял действительным членом медико-филантропического комитета Императорского человеколюбивого общества.
Скончался от паралича сердца в Петергофе 10 (22) ноября 1892 года. Погребён в Санкт-Петербурге на Смоленском лютеранском кладбище.

## Переписка с Н. И. Пироговым

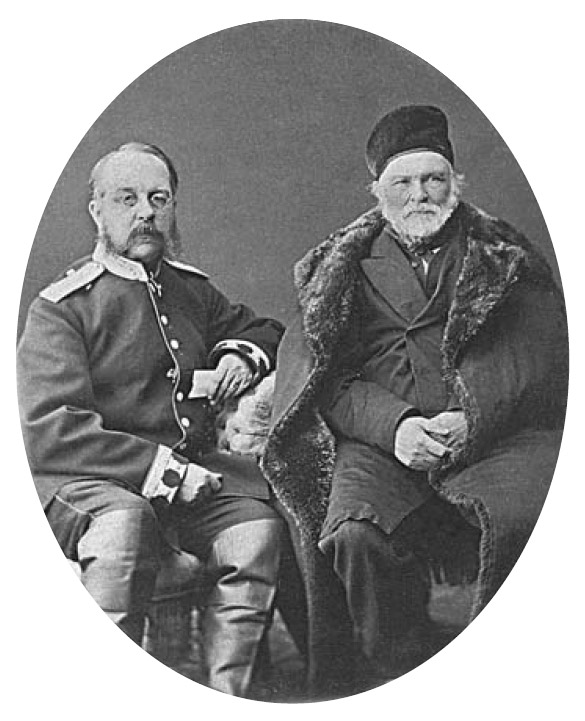
А. Л. Обермиллер и Н. И. Пирогов. Фотография А. А. Сумовского. Кишинев, 22 января 1877 г.

Вскоре после смерти в 1881 году своего учителя А. Л. Обермиллер писал вдове Н. И. Пирогова: «К великой радости моей, хранятся у меня все его письма, написанные в разное время; все они дышат родительским расположением ко мне и носят на себе отпечаток ума и величия характера, которому пока не знаю подобного».
6 декабря 1926 года на заседании Русского хирургического общества И. И. Греков сообщил, что им были приобретены у наследников А. Л. Обермиллера 15 писем Пирогова к последнему, написанных в 1855—1880 годах и 8 фотографий, связанных с Пироговым. Однако опубликованы они не были. В Центральном государственном литературном архиве хранится расписка в получении от И. И. Грекова 250 рублей за 10 писем.
По состоянию на 2015 год обнаружены 11 неопубликованных писем Н. И. Пирогова к А. Л. Обермиллеру, написанных в 1877—1880 годах. Три из них без сокращений были впервые опубликованы в 2013 году, ещё два — в 2015, остальные готовятся к публикации.

## Чины
- коллежский асессор (1860)
- коллежский советник (1866)
- статский советник (1868)[7]
- действительный статский советник (23 апреля 1871)[8]
- тайный советник (16 февраля 1878)[9]

## Звания
- лекарь (по Военному министерству (27 декабря 1853) и по Министерству Императорского Двора (28 января 1855))
- доктор при великом князе Николае Николаеве Старшем (1855—1880)
- почётный лейб-хирург (1863)
- лейб-хирург (1865)[6]

## Должности
- младший ординатор во 2-м военно-сухопутном госпитале (январь 1854)[4][5]
- младший ординатор Московского военного госпиталя с оставлением при 2-м сухопутном госпитале (ноябрь 1855)[5]
- доктор при великом князе Николае Николаеве Старшем (1855—1880)[4][5][22]
- главный врач при главнокомандующем (1877—1878)[4][23]
- непременный член Военно-медицинского учёного комитета с оставлением в прежних должностях (1878)[24][25]
- помощник управляющего Придворной медицинской частью (1880)[4][5]
- управляющий Придворной медицинской частью (1882—1888)[4][5]
- непременный член Медицинского совета Министерства внутренних дел (1882)[26]
- председатель Русского хирургического общества Н. И. Пирогова (1881?—1892)[4]
- действительный член Медико-филантропического комитета Императорского человеколюбивого общества (1885)[27]
- инспектор врачебной части Министерства императорского двора (1888)[5][28]
- член Главного управления Красного Креста[4]
- почётный член Русского хирургического общества Н. И. Пирогова (9 мая 1892)[4]

## Награды
Российские:
- Бриллиантовые перстни (1855, 1856)
- Орден св. Станислава 2-й степени с императорской короной и мечами (1859)
- Орден св. Анны 2-й степени (1864)
- Орден св. Владимира 3-й степени (1869)
- Орден св. Станислава 1-й степени (1873)
- Орден св. Анны 1-й степени (1876)
- Золотая табакерка с бриллиантами и вензелем Е. И. В. (1877)
- Орден св. Владимира 2-й степени с мечами (4 августа 1877)
- Орден Белого Орла (1882)
- Орден св. Александра Невского (5 февраля 1887)
- Крест «За службу на Кавказе»
- Знак Красного креста
- Медаль «За защиту Севастополя» (серебро)
- Медаль «За покорение Чечни и Дагестана» (серебро)
- Медаль «В память войны 1853—1856» (бронза)
- Медаль «В память русско-турецкой войны 1877—1878» (бронза)

Иностранные:
- Орден Османие 3-й степени (Турция, 1872)
- Орден Короны 2-й степени со звездою (Пруссия, 1876)
- Орден Звезды Румынии (Командорский Крест) (Румыния, 1877)
- Орден Полярной звезды (Швеция, 1879)
- Крест «За переход через Дунай» (Румыния, 1879)
- Орден Таковского креста (Сербия, 1880)[29]

## Семья
- Отец: Людвиг (Леонтий) (Ludwig Eberh Obermüller) (род. 8 января 1798, Карлсруэ)[30].
- Мать: Амалия (урожд. Рейц) (Johanna Amalie Reitz) (4 апреля 1814 — 18 января 1887, Санкт-Петербург)[30]. Похоронена на Волковом лютеранском кладбище[31].
- Сестра: Александра Леонтьевна (25 мая 1830 — 29 февраля 1910, Санкт-Петербург), замужем за коллежским асессором, учителем Теодором Христиановичем Бриннером (Christoph Friedrich Brunner) (9 ноября 1823, Блаубойрен — 11 апреля 1910, Санкт-Петербург)[32][33].
- Брат: Николай Леонтьевич (Nikolai Christian) (10 сентября 1835 — 30 августа 1892, Санкт-Петербург), дипломат, консул в Эрзеруме, генеральный консул в Яссах, с 16 марта 1875 женат на Ольге Андрезен (Olga Andresen)[34] (15 декабря 1841 — 7 февраля 1907)[35].
  - Владимир Николаевич (20 декабря 1875—1939, Ницца)[36].
  - Николай Николаевич (20 июля 1880, Эрзерум — ?), врач при Дирекции императорских театров Санкт-Петербурга. С 1905 по 1925 женат на Иде Леонтьевне Бриннер (Ida Brunner)[37].
- Жена: Мария Карловна (урожд. Хинрикс [Hinrichs]) (29 ноября 1833 — ноябрь 1919)[38].

Дети и внуки:
- Мария Александровна (в замужестве Шведе) (14 декабря 1861—1939); с 22 января 1889 года замужем за морским офицером, лейтенантом Евгением Леопольдовичем Шведе[39] (13 июня 1859 — 23 декабря 1893)[40][41].
  - Евгений Евгеньевич Шведе (1890—1977), морской офицер, учёный, географ и историк.
  - Мария Евгеньевна Шведе (1892—1963, Ленинград), художница.
  - Елизавета Евгеньевна Шведе (1894—1980), искусствовед, художник, заведующая библиотекой Ленинградской государственной консерватории[42].
- Александр Александрович (16 января 1862—1937?), придворный чиновник, коллежский секретарь, с 26 сентября 1898 г. женат на педагоге Александре Августовне[43][44] (Johanna Alexandra Hermine Jardinier)[45]. В марте 1935 года выслан из Ленинграда с женой и семьей сына в г. Темир Актюбинской области на 5 лет[46].
- Пётр Александрович; титулярный советник (на 1917 год), женат на Адине Густавовне[47].
  - Александр Александрович (1900—1937), художник-график, иллюстратор книг, работал в издательстве. Женат на Елене Митрофановне. В марте 1935 года выслан из Ленинграда с родителями и женой в г. Темир Актюбинской области на 5 лет. 21 декабря 1937 года арестован по групповому делу, приговорен к ВМН и расстрелян[48].
- Евгений Александрович (15 января 1863 — 6 марта 1916); офицер (полковник), с 6 августа 1895 года женат на Эстере Васильевне (Эстер Готлиб фон Этлингер)[49] (25 мая 1872 — 18 марта 1916)[50].
  - Евгений Евгеньевич (1901 — 3 июня 1935), советский востоковед, тибетолог, санскритолог и буддолог.
- Елена Александровна[51].